# Vasculonema conicaudatum
Vasculonema conicaudatum är en rundmaskart som beskrevs av Hans August Kreis 1928. Vasculonema conicaudatum ingår i släktet Vasculonema och familjen Oncholaimidae. Inga underarter finns listade i Catalogue of Life.